# Jakub Ostroróg

Herb Nałęcz, das Wappen Jakub Ostrorógs

Jakub Ostroróg, Herb Nałęcz (* um 1516; † 1568), aus dem Adelsgeschlecht Ostroróg, Starost von Posen, Generalstarost von Großpolen und zusammen mit seinem Bruder Stanisław Ostroróg Führer der Reformation in Großpolen. Er gehörte den Böhmischen Brüdern an, welche die Jan-Hus-Anhänger in der Gegend waren.

## Leben und Bedeutung
Jakub Ostroróg war der älteste Sohn von Urszula z Kutna Potocka und Wacław Ostroróg, des Kastellans von Kalisz. Sein Großvater Jan Ostroróg war Woiwode Großpolens und Kastellan von Posen.
Jakub Ostroróg trat 1553, seiner Ehefrau folgend, zum evangelischen Glauben der Böhmischen Brüder über.
Nach der Ernennung zum Starosten von Posen und Generalstarosten von Großpolen 1566 durch König Sigismund II. August verstärkte sich deutlich sein Einfluss als perfider Interessenvertreter des Protestantismus gegenüber den Angelegenheiten der königlich-polnischen Städte. So expandierte in Posen unter seinem Schutz die protestantische Gemeinde. In seiner mächtigen Stellung, die ihm sein König gab, war er in der Lage, die Bewegung sehr zu fördern und er war einer der größten Verfechter der Ruch Egzekucyjny (Exekutionsbewegung). Als er zum Protestantismus konvertierte, folgte ihm eine große Menge seiner Untertanen.
Jakub Ostroróg war der Erbherr von Międzychód. Er besaß Grundstücke in Ostroróg, die er als Seniorenresidenz der Herrnhuter Brüdergemeine zur Verfügung stellte.